# رودری (بازیکن فوتبال، زاده ۱۹۷۹)
رودری (انگلیسی: Rodri؛ زادهٔ ۲۱ سپتامبر ۱۹۷۹) بازیکن فوتبال اهل اسپانیا است.
از باشگاه‌هایی که در آن بازی کرده‌است می‌توان به باشگاه فوتبال هرکولس، باشگاه فوتبال آلباسته بالومپیه، و باشگاه خیمناستیک تاراگونا اشاره کرد.